# エドワード・ベーコン (1786年没)

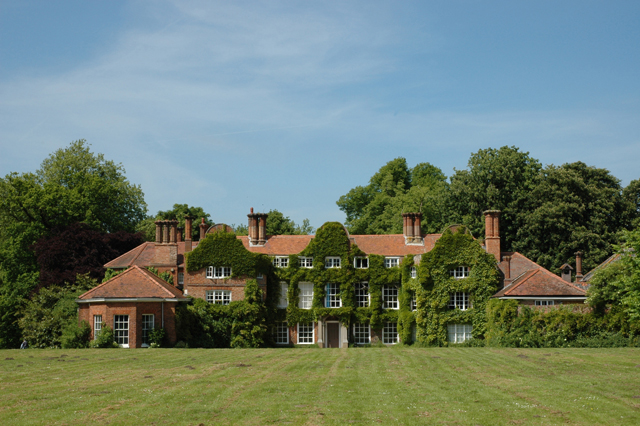
アーラム・ホール

エドワード・ベーコン（英: Edward Bacon、1712年ごろ - 1786年）は、イギリス出身の弁護士および政治家で、1748年から1784年まで庶民院議員を務めた。
ベーコンはノーフォーク州アーラムのウォーラー・ベーコンの息子で、1731年にグレイ法曹院に入学した。1734年に父親が没し、アーラム・ホールを相続した。1738年には弁護士の資格を得る。1742年9月4日、シティ・オブ・サウサンプトン出身のエリザベス・ナイトと結婚した。
1705年から1734年までと1739年においてベーコンの父親はシティ・オブ・ノリッジの選出議員であり、ベーコンは街のホイッグ党議員に対抗するトーリー党議員として立候補するように依頼された。先輩の現職議員であったホレス・ウォルポールの計らいで、ベーコンは1742年にイギリス議会キングズ・リン選挙区選出の国会議員として招聘され、1747年イギリス総選挙までその職を務めた。その後、1748年4月21日に実施された補欠選挙においてウォルポールの利権行使によりイギリス議会キャリントン選挙区の国会議員として復帰した。1750年にスチュワード・オブ・ノリッジ、1752年に判事を務め、1783年までその地位を全うした。
1754年に再度ノリッジ選挙区で立候補するように要請されたベーコンではあったが、1754年総選挙におけるイギリス議会ニューポート選挙区の議席をベーコンに提供したペラムに配慮する形で要請を辞退した。1755年には法曹院の学長に就任した。ウォルポールが貴族階級に出世した際、結局のところベーコンは1756年6月25日に実施された補欠選挙においてイギリス議会ノリッジ選挙区の国会議員に選出された。基本的人権委員会の委員長に就任し、1758年から1770年まで委員長に選出された。1759年12月に貿易卿となり、仕事に熱心に取り組んだ上にその間の委員会の出席率が80%近くに及び、1765年まで委員長職を務め上げた。
1761年総選挙で、ベーコンとハーボードは2人のノリッジ参事会員と議席を巡って争ったが、あっさりと敗北した。その後のベーコンは1765年以降どの公職にも就くことはなかった。1768年総選挙の選挙戦で再度ノリッジ選挙区選出の議員に復帰した上に、1774年総選挙には無投票で復帰した。しかしながら、1780年総選挙は大接戦となり、辛うじて議席を守り抜いた。1781年、イングリッシュ・クロニクルは彼に関する記事で「エドワード・ベーコンは…聡明で感性の鋭い人物である上に複雑な委員会運営に完全に精通しており、商業情報のあらゆる分野においても熟達している。俗に彼は「こだわり屋」と呼ばれているが、この呼称は彼の知覚の範囲内にあるあらゆる主題に対して根気強い注意力を払うという目的を伝えるための無愛想な表現に過ぎないため、寧ろ褒め言葉として機能すべきであろう。ノース卿への愛着さには揺るぎがなく、当然のことながらベーコンは国会内においてのベーコン卿の友人である」と伝えている。
重病で国会に出席できなかったため、1780年以降に彼が国会で投票を行ったという記録は残されていない。1783年12月、彼が「ベーコン氏は重病となり国会に出席できないため、それほど長く生きられないだろう。再びここに戻ってくるという望みは叶えられまい」と言ったとされる。
彼は1784年総選挙には立候補しなかった。ベーコンは極めて立派で、自立心と勤勉さを持ち合わせていたが、どうやら見るからにつまらない人物だったようだ。国会議員在職中であった41歳の時、疲れも見せずに地元の利益を代弁し、国会内では委員会活動が中心であった。主要な議論で発言したということは知られておらず、介在したこともめったになかった。
1786年3月12日に没したベーコンはアーラム教会に埋葬された。夫妻は子供には恵まれなかった。

## 情報源
- Print of Edward Bacon, MP (d.1786)

| グレートブリテン議会                                          | グレートブリテン議会                                                                                                  | グレートブリテン議会                                          |
| ------------------------------------------------------------- | --- | ------------------------------------------------------------- |
| 先代 サー・ロバート・ウォルポール 第3代準男爵ジョン・ターナー | キングズ・リン選挙区選出庶民院議員 1742年 – 1747年 同職：第3代準男爵ジョン・ターナー                                  | 次代 ホレイショ・ウォルポール閣下 第3代準男爵ジョン・ターナー |
| 先代 トーマス・コプルストーン ホレス・ウォルポール閣下        | キャリントン選挙区選出庶民院議員 1748年 – 1754年 同職：ホレス・ウォルポール閣下                                       | 次代 セウォリス・シャーリー ジョン・シャープ                  |
| 先代 ニコラス・ハーバート トーマス・バリー                    | ニューポート選挙区選出庶民院議員 1754年 – 1756年 同職：ジョン・リー                                                   | 次代 ジョン・リー リチャード・ブル                            |
| 先代 ホバート卿 ホレイショ・ウォルポール                      | ノリッジ選挙区選出庶民院議員 1756年 – 1784年 同職：ホバート卿 1756年 （サー）・ハーボード・ハーボード 1756年 - 1784年 | 次代 （サー）・ハーボード・ハーボード ウィリアム・ウィンダム  |